# Nicolas de Hacqueville
Nicolas de Hacqueville fut un prédicateur franciscain et docteur en théologie à Lyon, il vécut au tournant du XIVe siècle mais ses dates de naissance et de mort son inconnues. Il écrivit de nombreux sermons riches en exempla.